# The Replacements
Pour les articles homonymes, voir The Replacements (homonymie).
The Replacements est un groupe de rock alternatif américain, originaire de Minneapolis, dans le Minnesota. Formé par Paul Westerberg et les demi-frères Stinson en 1980 à Minneapolis et signé sur le label indépendant local Twin/Tone, les Replacements cultive une réputation de groupe difficile. 
Suivant la quantité d'alcool absorbé avant les concerts, ils pouvaient être de l'avis des critiques le meilleur ou le pire groupe du monde. Paul Westerberg, le principal compositeur, écrit des chansons aux mélodies souvent accrocheuses sur fond de guitares au son garage. Les Replacements ont bien assimilé la leçon du mouvement punk, sans en être pour autant des copieurs. Leur son se polit au fil des albums sans rien perdre de la hargne des premiers jours. L'album Let it Be (1984), considéré comme leur meilleur, comprend morceaux hardcore et ballades. L'année suivante, ils signent chez Sire Records qui, bien que n'étant pas un gros label, leur permet d'atteindre un public plus large. Après la sortie de l'album Tim, le groupe se réduit à un trio à la suite du problème d'alcool et de drogue de Bob Stinson. Lors de la tournée de l'album suivant Please to meet Me, Slim Dunlap rejoint le groupe comme second guitariste.
Le dernier album, All Shook Down sorti en 1990, est déjà dans les faits un album solo de Paul Westerberg alors que le groupe est en pleine dissolution. Chris Mars quitte le groupe après la sortie du disque. Il est remplacé par Steve Foley pour une courte période et le groupe donne son dernier concert le 4 juillet 1991 à Chicago.

## Biographie

### Débuts (1978–1981)
L'histoire des Replacements débute à Minneapolis en 1978, lorsque Bob Stinson (19 ans) offre une basse à son frère Tommy Stinson (11 ans). Cette année, Bob rencontre Mars, un lycéen. Avec Mars à la guitare puis à la batterie, le trio se nomme les Dogbreath et commence à reprendre des chansons d'Aerosmith, Ted Nugent et Yes sans chanteur. Un jour, alors que Westerberg, concierge du bureau de David Durenberger rentrait chez lui, il entend le groupe jouer chez les Stinson. Impressionné par leur performance, Westerberg les écoutera régulièrement après le travail. Mars connaissait Westerberg et l'invitera à jammer. Westerberg ne savait pas que Mars était batteur au sein de Dogbreath.
Dogbreath auditionne plusieurs chanteurs. Le groupe finit par trouver un chanteur, mais c'est finalement Westerberg qui prendra la place. Après avoir découvert la vague de groupes punk britanniques dont la veine des Clash, Jam, Damned et Buzzcocks, Dogbreath change de nom pour celui de Impediments et joue saoul en concert sans Tommy Stinson dans une église en juin 1980. Banni de l'endroit à cause de leur comportement, ils changent de nom pour The Replacements. Le groupe enregistre peu après une cassette démo quatre titres dans la cave de Mars et la donnent à Peter Jesperson en mai 1980. Jesperson était agent artistique d'Oar Folkjokeopus, un disquaire de punk rock situé à Minneapolis et également fondateur de Twin/Tone Records avec Paul Stark et Charley Hallman. Westerberg invite le groupe à jouer au Jay's Longhorn Bar, où Jesperson était disc jockey. Ils y joueront le 2 juillet 1980.
Jesperson appelle Westerberg le lendemain pour savoir ils voulaient publier un single ou un album,. Avec l'accord de Stark et le reste du groupe, les Replacements signent avec Twin/Tone Records en 1980. Après cette signature chez Twin/Tone, Westerberg  enregistre de nouvelles chansons.

### Premiers albums (1981–1984)
Leur premier album, Sorry Ma, Forgot to Take Out the Trash, est publié en août 1981, et est bien accueilli par les fanzines locaux. Sorry Ma comprend la chanson Somethin to Dü, un hommage à un autre groupe de Minneapolis, Hüsker Dü. The Replacements étaient des rivaux mutuels, une rivalité qui a démarré lorsque Twin/Tone a préféré choisir les Replacements plutôt que Hüsker Dü ; Hüsker Dü finira par ouvrir en concert pour Johnny Thunders, ce que Replacements voulaient faire. Hüsker Dü a aussi inspiré le style musical du groupe.
Vers la fin 1981, les Replacements jouent la chanson Kids Don't Follow. Jesperson était convaincu qu'il pouvait être un hit. Le groupe enregistre huit morceaux en une semaine avec Jesperson à la production. Ainsi sort l'EP Stink, qui comprend Kids Don't Follow et sept autres chansons, en juin 1982, six mois après leur concert à Chicago. Les Replacements commencent à mettre des distances avec la scène punk hardcore après la sortie de Stink. Westerberg s'inspirera d'autres genres de rock pour l'écriture de ses chansons, qui comptent notamment une ballade. 
Avec de nouvelles chansons, les Replacements enregistrent leur nouvel album à Roseville, dans le Minnesota. Westerberg écrira progressivement les chansons, repoussant ainsi l'enregistrement de l'album en plusieurs sessions.
Hootenanny, le deuxième album du groupe, est publié en avril 1983. Avec la sortie de Hootenanny, les Replacements attire l'intérêt à l'extérieur de Minneapolis. Le groupe effectue sa première tournée américaine en avril 1983, avec Bill Sullivan comme roadie, qui rencontrera le groupe au Walker Art Center de Minneapolis. Les Replacements tournent sur la côte Est du pays, jouant notamment un concert survolté au City Gardens, à Trenton, dans le New Jersey. Le groupe joue à Détroit, Cleveland et Philadelphie, mais sa destination tant attendue est celle de New York, et ils joueront au Maxwell's, de Hoboken, dans le New Jersey. The Replacements reviennent à New York en juin 1983, pour jouer au célèbre CBGB.

### Autres activités et séparation (1985–1990)
Let It Be, leur nouvel album, attire l'intérêt des majors. Financièrement, le groupe ne s'en sort pas ; ils ne vendaient pas assez d'exemplaires et ne gagnaient pas grand chose en concert pour couvrir leurs frais d'hôtel, de voyages, de vivres et d'entretiens d'instruments. Bob Stinson travaillait alors en parallèle comme chef pizzaïolo. Twin/Tone n'est pas payé par les distributeurs et les ventes de Let It Be ne sont pas suffisantes.
Un label, Sire Records, une branche de Warner Bros. Records, signe finalement les Replacements. Le groupe admire le dirigeant du label, Seymour Stein, qui a pris sous son aile les Ramones, et Stein recrute Tommy Ramone à la production pour leur premier album chez une major. L'album Tim est donc publié par Sire. Après la sortie de Tim, les Replacements renvoient Bob Stinson.
Puis sort l'album Don't Tell a Soul, qui est clairement plus calme, et considéré comme une tentative de percer dans le grand public. Il comprend des chansons notables telles que Achin' to Be et I'll Be You, qui atteint le Billboard Modern Rock. Mais des problèmes commencent à faire surface après un concert catastrophique pour Tom Petty and the Heartbreakers. Steve Foley est recruté comme remplaçant pour Mars en 1990, et le groupe tourne avec Elvis Costello en juin 1991, avec un dernier concert au Madison Square Garden. Le groupe se sépare en 1991.

### Retour (2012–2015)
Le 3 octobre 2012, une réunion des Replacements est annoncée avec Westerberg et Tommy Stinson en studio pour la préparation d'un nouvel EP de reprises. Intitulé Songs for Slim, l'EP est pressé en 250 exemplaires dont les bénéfices seront reversées à Dunlap, qui a souffert d'un accident vasculaire cérébral.
Les Replacements jouent leurs premiers concerts en 22 ans au Riot Fest de Toronto (24 et 25 août 2013), à Chicago (13–15 septembre) et à Denver (21-22 septembre). Dave Minehan, guitariste et chanteur du groupe Neighborhoods, et le batteur Josh Freese se joignent à eux pour ces concerts,.
En 2015, le groupe se sépare de nouveau.

## Membres
- Paul Westerberg - chant, guitare
- Tommy Stinson - basse
- Bob Stinson - guitare (1980-1985)
- Chris Mars - batterie (1980-1991)
- Slim Dunlap - guitare (1985-1991)
- Steve Foley - batterie (1991)

## Discographie

### Albums studio
- 1981 : Sorry Ma, Forgot to Take Out the Trash
- 1982 : Stink ("Kids Don't Follow" Plus Seven) (Ep)
- 1983 : Hootenanny
- 1984 : Let it Be
- 1985 : Tim
- 1987 : Please to Meet Me
- 1989 : Don't Tell a Soul
- 1990 : All Shook Down

### Compilations & Live
- 1997 : All For Nothing - Nothing For All (Compilation 2CD inclus 17 inédits)
- 2006 : Don't You Know Who I Think I Was? - The Best of The Replacements (Compilation inclus 20 titres dont 2 inédits)
- 2017 :  For Sale: Live at Maxwell's 1986 (Concert enregistré le 4.02.1986 à Maxwell, Hoboken)
- 2019 : Dead Man’s Pop (Coffret 4CD + 1 Vinyl de 60 titres : inédits, raretés, Live + session avec Tom Waits)